# Gare de Bicske
La gare de Bicske (en hongrois : Bicske vasútállomás) est une halte ferroviaire hongroise, située à Bicske. Cette gare s'est brièvement fait connaître pendant la crise migratoire en septembre 2015, lorsque le gouvernement hongrois a voulu y débarquer plusieurs centaines de réfugiés dans un camp à proximité.